# Diphyus rungwemontis
Diphyus rungwemontis är en stekelart som beskrevs av Heinrich 1967. Diphyus rungwemontis ingår i släktet Diphyus och familjen brokparasitsteklar. Inga underarter finns listade i Catalogue of Life.